# IgG4 asociovaná nemoc
IgG4 asociovaná nemoc, (anglicky obvykle IgG4-related disease) je poměrně zřídka se vyskytující systémové zánětlivé onemocnění s novotvorbou vaziva v postižených tkáních. Onemocnění se tak může prezentovat jako nádorové onemocnění. Koncept IgG4 asociované nemoci je poměrně nový, zastřešuje řadu dříve známých vesměs vzácných onemocnění. Pro onemocnění je charakteristický nález zvýšené hladiny imunoglobulinů ve třídě IgG4. Vzhledem k tomu, že jde o poměrně nový koncept, v anglickém jazyce je používáno více synonymních označení, ve všech však figuruje IgG4.

## Klinický obraz a diagnostika
Onemocnění se objevuje obvykle spíše ve středním a vyšším věku. Častěji se objevuje u pacientů s alergií v anamnéze. Onemocnění může postihovat v zásadě jakýkoliv orgán, může být postiženo i více orgánů současně. Mezi nejčastěji postižené orgány patří slinivka břišní, žlučové cesty, slinné a slzné žlázy a měkké tkáně v okolí oka. Klinicky se onemocnění manifestuje jako zduření a otok v postiženém orgánu, mohou se objevit i celkové příznaky jako hubnutí; horečka je spíše méně obvyklá.
Diagnostika onemocnění je obtížná spíše pro jeho vzácnost. Bylo sestaveno několik diagnostických kritérií, podle kterých lze posoudit jak pravděpodobnost, že se jedná o IgG4 asociovanou nemoc. Protože onemocnění vzbuzuje podezření na nádor, je obvykle provedena biopsie a diagnóza je podpořena poměrně charakteristickým obrazem, který vidí patolog pod mikroskopem.
Laboratorní nález zvýšené hladiny IgG4 je pro onemocnění poměrně charakteristický, může se ale objevit u některých dalších chorob. Je zajímavé, že zvýšená hladina IgG4 je patrně epifenomén, tedy nepodílí se na rozvoji ani udržování onemocnění.

## Terapie a prognóza
IgG4 asociovaná nemoc obvykle velmi dobře reaguje na podávání kortikoidů, po terapii dochází k ústupu onemocnění, i když je poměrně velké riziko znovuvzplanutí choroby.
Dalšími postupy, které se zkoušejí v terapii, jsou biologická léčba rituximabem resp. bortezomibem. Chirurgická terapie se používá spíše ve výjimečných případech.